# Alberto Tejada
Carlos Alberto Tejada Noriega (San Isidro, 11 de noviembre de 1956) es un médico, político y ex-árbitro profesional de fútbol peruano. Fue alcalde del distrito de San Borja en 3 ocasiones y ministro de Salud durante el gobierno de Ollanta Humala

## Biografía
Alberto Tejada nació en el distrito de San Isidro, ubicado en la ciudad de Lima, el 11 de noviembre de 1956. Es hijo de Alberto Tejada Burga, ex-árbitro deportivo peruano.
Realizó sus estudios primarios y secundarios en el Colegio San Agustín de Lima. Luego ingresó a la Universidad Nacional Federico Villarreal donde estudió la carrera de Medicina Humana y logró culminarla en el año 1982. También ingresó a la Universidad Nacional Mayor de San Marcos donde se especializó en Urología. Cuenta también con estudios superiores en Japón y España especializado en Andrología.
Desarrolló labor asistencial como médico urólogo desde 1981 hasta el año 2000, en el Hospital de la Fuerza Aérea del Perú. Fue presidente de la Academia Peruana de Salud Sexual. Es docente invitado del posgrado en la segunda especialización de Urología y Ginecología de la Universidad Nacional Mayor de San Marcos. Asimismo, es director dédico del Instituto de Urología, Andrología y Sexología ANDROMED.

## Trayectoria como árbitro
Influenciado por la trayectoria de su padre, Alberto Tejada Burga, el primer árbitro FIFA del Perú, Tejada debutó en el mundo del arbitraje deportivo en el año 1983, logrando ser árbitro FIFA desde 1986 y destacando por haber sido el único sudamericano designado consecutivamente para dirigir en la Copa Mundial de Fútbol de 1994 y luego en la Copa Mundial de fútbol de 1998, siendo al momento el último árbitro peruano en ir a un mundial de fútbol.
En el fútbol peruano, participó como árbitro en el Campeonato peruano de fútbol así como en la Copa Libertadores de América, dirigiéndo más de 14 superclásicos del Fútbol Peruano, siendo los más trascendentes los jugados en el estadio de Alianza Lima.
Entre los partidos más recordados de su trayectoria, está el encuentro disputado entre Brasil y Uruguay en 1993 en el Maracaná, en el cual ambas selecciones tenían diez puntos y la ganadora clasificaría al mundial.
Asimismo, arbitró diversos encuentros durante las eliminatorias para la Copa Mundial de Fútbol de 1998, en el Campeonato Mundial Juvenil de la FIFA de los años 1991 y en las Copas Américas de los años 1993 y 1995.
En el año 1994, dirigió partidos en la Japan League, siendo considerado el mejor árbitro de la temporada y en el año 2000, es electo como Presidente de la Comisión Nacional de Árbitros (CONAR).

## Trayectoria política

### Alcalde de San Borja
Alberto Tejada decide incursionar en el ámbito político fundando el movimiento independiente "Democracia con Valores" y luego apuntándose como candidato a la alcaldía del distrito de San Borja en las elecciones municipales del año 2002. Culminando los procesos electorales, Tejada logró ser elegido como alcalde de San Borja para el periodo municipal 2003-2006.
Entre los aspectos más resaltantes de sus gestiones se encuentra el programa "Muévete San Borja" y los Preventorios Municipales - Vida Saludable, este último ganador del premio "Creatividad Empresarial" de la Universidad Peruana de Ciencias Aplicadas en la categoría Salud e Higiene en el año 2010.

### Ministro de Salud
Tejada ejerció el cargo de primer ministro de Salud del gobierno de Ollanta Humala, ocupando el cargo el 28 de julio de 2011. Su gestión se caracterizó por promover tres ejes: la prevención, calidad y tecnología. Algunos logros durante su gestión han sido la implementación exitosa del Servicio de Atención Móvil de Urgencias (SAMU Archivado el 9 de marzo de 2013 en Wayback Machine.) y de programas como "Muévete Perú", "Come Rico Come Sano", "Cuídate y Disfruta tu Vida", "Atrévete a ser Feliz" "Vuelve a Sonreír", y "Te Veo Bien".

### Regreso al Municipio
Tras 8 años alejado de la gestión municipal, en el 2018 postula nuevamente a la alcaldía de este distrito con el partido político Acción Popular, resultando electo con el 56.9% de votos, el porcentaje más alto a nivel municipal y juramentando al cargo el dos de enero de 2019, destacando como objetivo de su gestión el poder consolidar a un distrito que ofrezca servicios eficientes a sus vecinos, con especial énfasis en aspectos como el desarrollo sostenible, la seguridad, la salud y la calidad de vida de las familias sanborjinas.
Considerando que Tejada, como muchos otros alcaldes, tuvieron que enfrentar la crisis sanitaria por COVID-19, sus proyectos relacionados con la salud marcaron un hito en la gestión pública nacional, promoviendo el smart city y abordando la necesidad de un sistema de salud público accesible para todas y todos en San Borja. Gracias a sus múltiples proyectos relacionados con la salud pública, fue ganador del premio "Creatividad Empresarial" de la UPC en la categoría “Gestión Pública Regional y Local”, por el desarrollo del proyecto “San Borja 360” que consiste en el funcionamiento del renovado Observatorio Municipal, que agrupa en un mismo espacio las estrategias y acciones de seguridad ciudadana, salud pública, defensa civil y análisis de datos. 
Esta iniciativa municipal fue reconocida en la 26ª edición de los galardones otorgados anualmente por la Universidad Peruana de Ciencias Aplicadas (UPC), “San Borja 360” se sustenta en la renovación de la Central de Emergencias, con 40 pantallas en alta definición que transmiten en tiempo real la información brindada por más 500 dispositivos como cámaras, radios, vehículos, además de la red de 9 módulos de videovigilancia descentralizada y los 5 drones de alta gama, para un análisis completo de la comunidad. 
En esa misma línea, Tejada fue reconocido con la Condecoración de la Orden “Hipólito Unanue” en el grado de Gran Cruz, la máxima distinción que brinda el Ministerio de Salud a los profesionales destacados del sector, siendo el primer alcalde del país en contar con dicho galardón, esta distinción fue entregada por el ministro de Salud, Óscar Ugarte La Condecoración de la Orden “Hipólito Unanue” fue otorgada al alcalde Tejada, en virtud del compromiso demostrado a lo largo de su trayectoria profesional con la agenda sanitaria nacional y el progreso de la salud pública, con más de 30 años de ejercicio profesional de la medicina. 

## Trayectoria televisiva
Después del término de su gestión como alcalde del Distrito de San Borja en 2022, Tejada asumió la conducción del programa Cuerpo Médico junto a Roxana Cáceres, transmitido bajo la señal de Tv Perú. Este tiene tiene como objetivo promover el trinomio de la salud: prevención, alimentación saludable y el ejercicio, por medio de campañas, opiniones de especialistas y alternativas para ejercitarse desde casa. 